# هندیه زوبوف
هندیه زوبوف (انگلیسی: Hennadiy Zubov؛ زادهٔ ۱۲ سپتامبر ۱۹۷۷) بازیکن فوتبال اهل اوکراین است.
از باشگاه‌هایی که در آن بازی کرده‌است می‌توان به باشگاه فوتبال ماریوپول، باشگاه فوتبال متالورگ دونتسک، باشگاه فوتبال شاختار دونتسک، باشگاه فوتبال استال آلچفسک، و باشگاه فوتبال زوریا لوهانسک اشاره کرد.
وی همچنین در تیم ملی فوتبال اوکراین بازی کرده‌است.